# Gran Premio Montelupo 1976
Il Gran Premio Montelupo 1976, dodicesima edizione della corsa, si svolse il 24 settembre 1976 su un percorso di 204 km. La vittoria fu appannaggio del belga Roger De Vlaeminck, che completò il percorso in 5h08'00", precedendo gli italiani Pierino Gavazzi e Enrico Paolini.
Sul traguardo di Montelupo Fiorentino 59 ciclisti, su 80 partiti dalla medesima località, portarono a termine la competizione. 

## Ordine d'arrivo (Top 10)
| Pos. | Corridore          | Squadra           | Tempo    |
| ---- | ------------------ | ----------------- | -------- |
| 1    | Roger De Vlaeminck | Brooklyn          | 5h08'00" |
| 2    | Pierino Gavazzi    | Jollj Ceramica    | s.t.     |
| 3    | Enrico Paolini     | Scic              | s.t.     |
| 4    | Franco Bitossi     | Zonca-Santini     | s.t.     |
| 5    | Wilmo Francioni    | Magniflex-Torpado | s.t.     |
| 6    | Costantino Conti   | Magniflex-Torpado | s.t.     |
| 7    | Miguel María Lasa  | Scic              | s.t.     |
| 8    | Bruno Wolfer       | Zonca-Santini     | s.t.     |
| 9    | Gabriele Mugnaini  | Furzi             | s.t.     |
| 10   | Walter Riccomi     | Scic              | s.t.     |